# Cezary Samełko
Cezary Samełko (ur. 2 lipca 1992 w Ełku) – polski bokser, trener przygotowania motorycznego, dwukrotny wicemistrz Europy.

## Kariera amatorska
Samełko podczas swojej amatorskiej kariery stoczył ponad 100 walk. Zdobył tytuł mistrza Polski kadetów (2008), wicemistrza Europy kadetów w Płowdiwie, Bułgaria (2008) i juniorów w Szczecinie (2009), brązowy medal na mistrzostwach Polski juniorów w Zawierciu (2009) w wadze półciężkiej. Reprezentant Polski w wadze junior ciężkiej na mistrzostwach świata juniorów w Baku, Azerbejdżan (2010). Reprezentant Polski w wadze junior ciężkiej.
Laureat nagrody Statuetki Feliks Boksu „Talent Roku” (2009).

## Kariera zawodowa
Debiut zawodowy w 2011 roku pod sztandarem grupy KnockOut Promotions. W 2012 roku odszedł od grupy promotorskiej. Po półtorarocznej przerwie stoczył ostatni pojedynek w Olsztynie (2014) wygrywając przez nokaut w pierwszej rundzie po czym oficjalnie zakończył karierę zawodową.

## Lista walk zawodowych
| Wynik   | Bilans walk | Przeciwnik   | Werdykt | Runda | Data       | Miejsce                                 |
| ------- | ----------- | ------------ | ------- | ----- | ---------- | --------------------------------------- |
| Wygrana | 3-0-1       | Goran Ristic | KO      | 1/4   | 28.11.2014 | Hala Urania w Olsztynie, Olsztyn        |
| Remis   | 2-0-1       | Jan Antoska  | SD      | Remis | 21.04.2012 | MOSiR Hala widowiskowo-sportowa, Zabrze |
| Wygrana | 2-0-0       | Juri Zizer   | UD      | 4/4   | 12.11.2011 | Gdynia Arena, Gdynia                    |
| Wygrana | 1-0-0       | Rushid Sevim | KO      | 2/4   | 15.10.2011 | Spodek (hala widowiskowa), Katowice     |

## Praca trenerska
Po zakończeniu kariery zawodniczej pracuje jako trener przygotowania motorycznego pod nazwą Fizol Project z zawodnikami sportów walki. W 2018 roku współpracował z bokserem Kewinem Gruchałą. Samełko obecnie jest trenerem personalnym.

## Życie prywatne
Dnia 21 maja 2018 wyruszył rowerem z Ełku do Zakopanego na diecie głodowej. Pijąc tylko wodę dotarł na miejsce 28 maja 2018. Przez czas trwania podróży Samełko stracił 7,5 kilograma. Aktualnie pracuje jako technik turbin wiatrowych.